# Préarchivage
 (janvier 2017).
Dans la théorie archivistique des trois âges, le préarchivage correspond à la période transitoire suivant la phase de création et d'utilisation courante des dossiers, dite âge courant, et précédant le moment où les archives, étant arrivées au terme de leur durée d'utilité administrative (DUA), deviennent objet patrimonial et historique (âge définitif ou historique).

## Origines théoriques
Inspirée des réflexions archivistiques anglo-saxonnes d'après-guerre,, la notion française de préarchivage a notamment été développée par Yves Pérotin dans les années 1960.
Yves Pérotin distingue plus précisément deux âges intermédiaires, correspondant à deux phases du préarchivage.

### Le premier âge intermédiaire
Cette période correspond au moment où les dossiers, sans être d'une utilisation courante dans les bureaux, font néanmoins l'objet de consultations régulières. Pour répondre aux besoins de l'administration, les documents doivent donc être maintenus à proximité des bureaux qui les ont produits.

### Le deuxième âge intermédiaire
Durant cette phase, dans laquelle Yves Pérotin distingue encore un âge de référence occasionnelle et un âge d'attente de l'archivage définitif, les dossiers ne sont plus consultés que très occasionnellement par les administrations qui les ont produits. À ce stade, les dossiers peuvent être géographiquement éloignés des bureaux dont ils sont issus, à la condition de pouvoir être rapidement mis à leur disposition en cas de besoin.

## Dispositifs réglementaires
L'article R 212-11 du code du patrimoine fixe les normes de conservation et de traitement des archives intermédiaires issues des administrations, et donc, les conditions du préarchivage des archives publiques : « Sont considérés comme archives intermédiaires les documents qui : a) - ont cessé d'être considérés comme archives courantes ; b) - ne peuvent encore, en raison de leur intérêt administratif, faire l'objet de sélection et d'élimination conformément à l'article 16 ci-dessous.
La conservation des archives intermédiaires peut être assurée dans des dépôts spéciaux, dits Dépôts de préarchivage, placés sous le contrôle de la personne chargée du contrôle scientifique et technique de l'État sur les archives ».
La circulaire du 2 novembre 2001 relative à la gestion des archives dans les services et établissements publics de l'État dispose que « dans les administrations centrales et les établissements publics de l'État, la fonction de gestion des archives intermédiaires doit être assumée par un service ou une cellule spécifique, qui doit apparaître clairement dans l'organigramme et être placé à un niveau lui permettant d'exercer efficacement sa mission. Cette tâche doit être confiée à des agents formés aux techniques de gestion des documents (catégories A et B), et disposant de moyens appropriés à leurs attributions ».

## Préarchivage des administrations de l'État

### La Cité interministérielle des archives de Fontainebleau
C'est sur la base des concepts diffusés par Yves Pérotin que fonctionne, dans les années 1960-1970, la nouvelle Cité interministérielle des archives. À sa création, le site de Fontainebleau est conçu pour représenter, à terme, une capacité de stockage de 800 kilomètres linéaires : il a ainsi vocation à désengorger les administrations des documents entrés dans le deuxième âge intermédiaire qui encombrent les bureaux. La proximité de Fontainebleau avec les sièges de l'administration centrale est un gage d'efficacité en cas de besoins urgents de communication. Au terme de la durée d'utilité administrative des documents, les opérations de tri entre documents « éliminables » et documents « historiques » sont conduites sur et par le site de Fontainebleau.
Ce principe de fonctionnement est définitivement abandonné en 1986 : le site de Fontainebleau perd alors sa vocation de centre de préarchivage et devient Centre des archives contemporaines, spécialisé dans la conservation des archives définitives de la Cinquième République.

### Le rôle des Missions des Archives de France
Au sein des ministères (hors ministères de la Défense et des Affaires étrangères), la prise en charge du préarchivage est assurée par les services des Missions des Archives de France. Au terme de la durée d'utilité administrative des documents, les Missions assurent le tri entre documents « éliminables » et documents historiques. Ces derniers font alors l'objet d'un classement définitif par les agents des Missions, avec description détaillée et rédaction d'un instrument de recherche, avant transfert aux Archives nationales, qui en assurent la conservation définitive et la communication auprès du public.